# Microdaceton

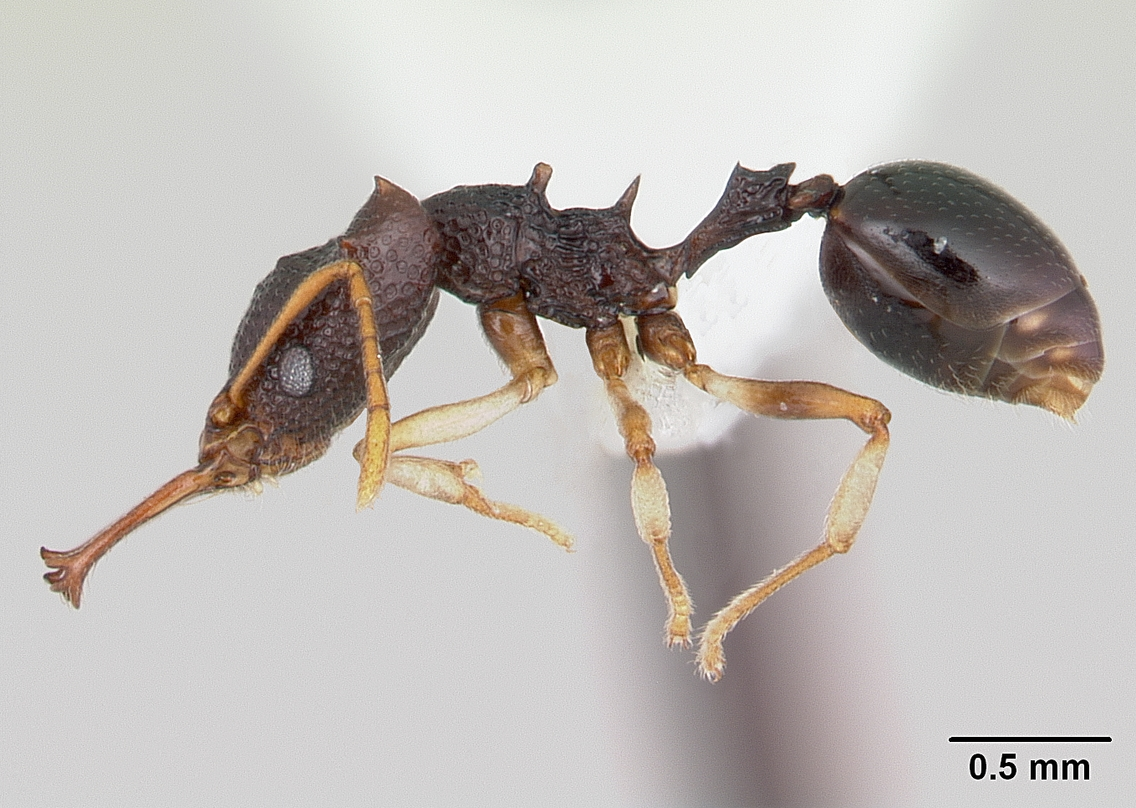
Microdaceton tibialis

Microdaceton (лат.) — род тропических муравьёв трибы Attini из подсемейства Myrmicinae (ранее в составе трибы Dacetini).

## Распространение
Афротропика: Западная, Центральная, Восточная и Южная Африка.

## Описание
Мелкого размера, длиной около 3—4 мм. Окраска коричневая. Голова сердцевидная с длинными мандибулами, заканчивающимися 3 апикальными зубцами и раскрывающимися на 170 градусов. Усиковые бороздки на голове отсутствуют. Усики 6-члениковые, нижнечелюстные щупики из 3, а нижнегубные из 2 члеников.

## Систематика
Около 5 видов. Единственный представитель родовой группы (включающей австралийские роды Colobostruma, Mesostruma и Epopostruma), представленный в Африке. Внутри трибы Dacetini эта группа известная как подтриба Epopostrumiti отличается дорзолатеральным расположение глаз, 4-6-члениковыми усиками, формулой щупиков 3,2 или 5,3.
В 2014 году Microdaceton был включён в состав расширенной трибы Attini, где его с таксонами родовой группы Daceton genus-group сближают с муравьями-грибководами из Attini s.str. (в старом узком составе).
- Microdaceton exornatum Santschi, 1913 typus[2]
- Microdaceton tanyspinosum Bolton, 2000 — Камерун[4]
- Microdaceton tibialis Weber, 1952[5]
- Microdaceton viriosum Bolton, 2000